# Prix de Bretagne - Amérique Races Qualif 1
Groupe II
Le Prix de Bretagne Amérique Races Qualif 1, appelé Prix de Bretagne jusqu'en 2015, Grand Prix de Bretagne de 2016 à 2020, est une course hippique de trot attelé se déroulant au mois de novembre sur l'hippodrome de Vincennes.
C'est une course de Groupe II internationale pour chevaux de 4 à 10 ans, hongres exclus, ayant gagné au moins 130 000 €.
Elle se court sur la distance de 2 700 mètres (grande piste), départ volté. L'allocation s'élève à 120 000 € dont 54 000 € pour le vainqueur.
L'épreuve est créée dans les conditions actuelles en novembre 1957. Elle prend alors dans le calendrier la place du Prix Amédée Hervieu aux conditions alors similaires.
La Qualif 1 Prix de Bretagne est la première des quatre « B », c’est-à-dire des quatre courses préparatoires et qualificatives donnant aux trois premiers de chacune de ces épreuves une qualification automatique au Prix d'Amérique Legend Race : Prix de Bretagne - Amérique Races Qualif 1, Prix du Bourbonnais - Amérique Races Qualif 2, Prix de Bourgogne - Amérique Races Qualif 5 et Prix de Belgique - Amérique Races Qualif 6.
Depuis septembre 2020, ces quatre épreuves permettent également aux trois premiers d'être automatiquement qualifiés pour le Prix de France Speed Race et le Prix de Paris Marathon Race.
Autres épreuves qualificatives au Prix d'Amérique Legend Race, ainsi qu'au Prix de France Speed Race et au Prix de Paris Marathon Race, mais avec qualification directe uniquement pour le vainqueur : le Critérium continental - Amérique Races Qualif 3, groupe I réservé aux trotteurs de 4 ans, et le Prix Ténor de Baune - Amérique Races Qualif 4, groupe II réservé aux trotteurs de 5 ans.
Depuis 2020, cette course fait partie des Amérique Races, neuf rencontres composées de six épreuves qualificatives (Prix de Bretagne - Amérique Races Qualif 1, Prix du Bourbonnais - Amérique Races Qualif 2, Critérium continental - Amérique Races Qualif 3, Prix Ténor de Baune - Amérique Races Qualif 4, Prix de Bourgogne - Amérique Races Qualif 5 et Prix de Belgique - Amérique Races Qualif 6) puis de trois courses au sommet : la « Legend Race », la « Speed Race » et la « Marathon Race ». Depuis 2023, la compétition s'appelle Amérique Races PMU, et la course se nomme Prix de Bretagne - Amérique Races PMU Q#1.

## Palmarès
| Année | Vainqueur          | Pays   | Père               | Driver                 | Entraîneur           | Deuxième           | Troisième          | Distance | Réd.km |
| ----- | ------------------ | ------ | ------------------ | ---------------------- | -------------------- | ------------------ | ------------------ | -------- | ------ |
| 2024  | Hussard du Landret | France | Bird Parker        | Yoann Lebourgeois      | Benoît Robin         | San Moteur         | Hooker Berry       | 2 700 m  | 1'11"4 |
| 2023  | Hussard du Landret | France | Bird Parker        | Benoît Robin           | Benoît Robin         | Hooker Berry       | Hokkaïdo Jiel      | 2 700 m  | 1'12"0 |
| 2022  | Hip Hop Haufor     | France | Up and Quick       | Christian Bigeon       | Christian Bigeon     | Italiano Vero      | Ampia Mede SM      | 2 700 m  | 1'12"4 |
| 2021  | Face Time Bourbon  | France | Ready Cash         | Éric Raffin            | Sébastien Guarato    | Étonnant           | Ganay de Banville  | 2 700 m  | 1'11"4 |
| 2020  | Diable de Vauvert  | France | Prince d'Espace    | Gabriele Gelormini     | Bertrand Le Beller   | Feliciano          | Bahia Quesnot      | 2 700 m  | 1'12"7 |
| 2019  | Davidson du Pont   | France | Pacha du Pont      | Franck Ouvrie          | Jean-Michel Bazire   | Chica de Joudes    | Looking Supberb    | 2 700 m  | 1'12"7 |
| 2018  | Davidson du Pont   | France | Pacha du Pont      | Jean-Michel Bazire     | Jean-Michel Bazire   | Délia du Pommereux | Bird Parker        | 2 700 m  | 1'12"6 |
| 2017  | Valko Jenilat      | France | Kepler             | Éric Raffin            | Sébastien Guarato    | Billie de Montfort | Charly du Noyer    | 2 700 m  | 1'13"2 |
| 2016  | Anna Mix           | France | Ludo de Castelle   | Franck Nivard          | Franck Leblanc       | Princess Grif      | Bird Parker        | 2 700 m  | 1'13"1 |
| 2015  | Akim du Cap Vert   | France | First de Retz      | Franck Anne            | Franck Anne          | Anna Mix           | Village Mystic     | 2 700 m  | 1'13"  |
| 2014  | Tiégo d'Étang      | France | Chaillot           | Charles-Julien Bigeon  | Christian Bigeon     | Akim du Cap Vert   | Roxane Griff       | 2 700 m  | 1'13"4 |
| 2013  | Uhlan du Val       | France | Isléro de Bellouet | Cédric Mégissier       | Cédric Mégissier     | Up and Quick       | Tiégo d'Étang      | 2 700 m  | 1'12"9 |
| 2012  | Roxane Griff       | France | Ténor de Baune     | Éric Raffin            | Sébastien Guarato    | Quoumba de Guez    | Royal Dream        | 2 700 m  | 1'12"5 |
| 2011  | Ready Cash         | France | Indy de Vive       | Franck Nivard          | Thierry Duvaldestin  | Roxane Griff       | Lisa America       | 2 700 m  | 1'13"3 |
| 2010  | Olga du Biwetz     | France | Cezio Josselyn     | Éric Raffin            | Fabrice Souloy       | Nuit Torride       | Oyonnax            | 2 700 m  | 1'12"9 |
| 2009  | Orlando Sport      | France | Hand du Vivier     | Sébastien Baude        | Roger Coueffin       | Quarla             | Olga du Biwetz     | 2 700 m  | 1'12"6 |
| 2008  | Olga du Biwetz     | France | Cezio Josselyn     | Jos Verbeeck           | Sébastien Guarato    | Exploit Caf        | Popinée de Timbia  | 2 700 m  | 1'13"8 |
| 2007  | Kool du Caux       | France | Bijou du Bignon    | Franck Nivard          | Fabrice Souloy       | Hot Tub            | Nouba du Saptel    | 2 700 m  | 1'13"6 |
| 2006  | Keed Tivoli        | France | Steed James        | Maxime Bézier          | Antoine-Paul Bézier  | Ladakh Jiel        | Nijinski Blue      | 2 850 m  | 1'13"7 |
| 2005  | Lady d'Auvrecy     | France | Dorenzo            | Sébastien Baude        | Franck Harel         | Super Light        | Kuza Viva          | 2 850 m  | 1'14"3 |
| 2004  | Jag de Bellouet    | France | Viking's Way       | Christophe Gallier     | Christophe Gallier   | Super Light        | Jaminska           | 2 875 m  | 1'13"5 |
| 2003  | Jalba du Pont      | France | Baccarat du Pont   | Jean-Yves Rayon        | Albert Rayon         | Ipson de Mormal    | Jardy              | 2 850 m  | 1'14"6 |
| 2002  | Hyperion           | France | Atout du Closet    | Lionel Gazengel        | Stéphane Guelpa      | Insert Gédé        | Igor de Miennais   | 2 850 m  | 1'14"5 |
| 2001  | Insert Gédé        | France | Jet du Vivier      | Yves Dreux             | Jean-Luc Bigeon      | Glissando          | Grassano           | 2 850 m  | 1'15"6 |
| 2000  | Fan Idole          | France | Le Ham             | Richard-W. Denéchère   | Richard-W. Denéchère | Gios de Jiel       | Groom de Bootz     | 2 850 m  | 1'15"1 |
| 1999  | Fiesta d'Anjou     | France | Urfist des Prés    | Jean-Michel Bazire     | Jean-Michel Bazire   | Giant Cat          | Draga              | 2 850 m  | 1'14"8 |
| 1998  | Capitole           | France | Passionnant        | Pierre Levesque        | Michel Lenoir        | Fleuron Perrine    | Express Road       | 2 825 m  | 1'15"3 |
| 1997  | Capitole           | France | Passionnant        | Michel Lenoir          | Michel Lenoir        | Chaillot           | Escartefigue       | 2 825 m  | 1'15"7 |
| 1996  | Abo Volo           | France | Lurabo             | Jos Verbeeck           | Paul Viel            | Balou Boy          | Vénus de Foliot    | 2 825 m  | 1'15"9 |
| 1995  | Capitole           | France | Passionnant        | Bernard Oger           | Léopold Verroken     | Bassano            | Abo Volo           | 2 800 m  | 1'16"  |
| 1994  | Vourasie           | France | Fakir du Vivier    | Bernard Oger           | Léopold Verroken     | Bleuet de Crépon   | Useria             | 2 825 m  | 1'15"3 |
| 1993  | Abo Volo           | France | Lurabo             | Paul Viel              | Paul Viel            | Arnaqueur          | Strabo             | 2 800 m  | 1'16"5 |
| 1992  | Tsar Unique        | France | Fakir du Vivier    | Franck Blandin         | André Blandin        | Strabo             | Unique James       | 2 775 m  | 1'17"4 |
| 1991  | Ukir de Jemma      | France | Fakir du Vivier    | Michel Roussel         | Philippe Allaire     | Ultra Ducal        | Rêve d'Udon        | 2 775 m  | 1'19"4 |
| 1990  | Sancho Pança       | France | Chambon P          | Joël Hallais           | Joël Hallais         | Québir de Chenu    | Réussite de Rozoy  | 2 775 m  | 1'17"9 |
| 1989  | Québir de Chenu    | France | Florestan          | Franck Pellerot        | Bernard Pellerot     | Pussy Cat          | Pontaubault        | 2 775 m  | 1'18"5 |
| 1988  | Queila Gédé        | France | Gazon              | Roger Baudron          | Roger Baudron        | Poroto             | Québir de Chenu    | 2 775 m  | 1'17"3 |
| 1987  | Poroto             | France | Esquirol           | Louis Boulard          | Louis Boulard        | Quito de Talonay   | Quarisso           | 2 775 m  | 1'17"4 |
| 1986  | Ourasi             | France | Greyhound          | Jean-René Gougeon      | Jean-René Gougeon    | Olympio de Corseul | Pan de la Vaudère  | 2 800 m  | 1'19"6 |
| 1985  | Ogorek             | France | Borgia III         | Michel Roussel         | Jean-Lou Peupion     | Ourasi             | Oligo              | 2 800 m  | 1'18"  |
| 1984  | Major de Brion     | France | Mitsouko           | Jean-Claude Hallais    | Jean-Lou Peupion     | Minou du Donjon    | Miss Cléville      | 2 800 m  | 1'18"4 |
| 1983  | Khali de Vrie      | France | Quirinus III       | Roger Baudron          | Roger Baudron        | Katinka            | Jonc d'Anson       | 2 800 m  | 1'18"4 |
| 1982  | Katinka            | France | Kerjacques         | Jean-René Gougeon      | Jean-René Gougeon    | Lutin d'Isigny     | Igor du Beauvoisin | 2 800 m  | 1'19"4 |
| 1981  | Jorky              | France | Kerjacques         | Léopold Verroken       | Léopold Verroken     | Jézabel d'Ouches   | Iris de Gournay    | 2 825 m  | 1'19"  |
| 1980  | Ianthin            | France | Vésuve T           | Paul Delanoé           | Marin Tribondeau     | Ino Ludois         | Gamélia            | 2 800 m  | 1'19"4 |
| 1979  | Gadamès            | France | Kerjacques         | Pierre-Léopold Marie   |                      | Fleur de Prère     | Grande Source      | 2 800 m  | 1'18"8 |
| 1978  | Grandpré           | France | Quouick JL         | Jean-Claude Mariette   |                      | Feinte             | Fadet              | 2 800 m  | 1'18"5 |
| 1977  | Grandpré           | France | Quouick JL         | Pierre-Désire Allaire  |                      | Girl Blanche       | Gadamès            | 2 800 m  | 1'19"1 |
| 1976  | Écu de Retz        | France | Tsar               | Alain Laurent          |                      | Dauga              | Catharina          | 2 800 m  | 1'21"6 |
| 1975  | Bellino II         | France | Boum III           | Jean-René Gougeon      |                      | Espoir de Sée      | Équiléo            | 2 800 m  | 1'14"4 |
| 1974  | Capri              | France | Pacha Grandchamp   | Jean-René Gougeon      |                      | Axius              | Casdar             | 2 800 m  | 1'21"6 |
| 1973  | Amour N            | France | Marcus             | André Rouer            |                      | Beauséjour II      | Angélica III       | 2 800 m  | 1'21"3 |
| 1972  | Vanina B           | France | Carioca II         | Jean Mary              |                      | Véronique R        | Bill D             | 2 800 m  | 1'20"1 |
| 1971  | Tidalium Pelo      | France | Jidalium           | Jean Mary              |                      | Véronique R        | Vismie             | 2 800 m  | 1'19"  |
| 1970  | Toscan             | France | Kerjacques         | Michel-Marcel Gougeon  |                      | Tony M             | Ura                | 2 800 m  |        |
| 1969  | Toscan             | France | Kerjacques         | Michel-Marcel Gougeon  |                      | Upsalin            | Ténébreuse D       | 2 800 m  | 1'19"7 |
| 1968  | Tony M             | France | Horus L            | Roman Krüger           |                      | Quérido II         | Sabi Pas           | 2 800 m  | 1'20"2 |
| 1967  | Roc Wilkes         | France | Éboué Wilkes       | G. Male                |                      | Oscar RL           | Quand Même J       | 2 800 m  | 1'20"6 |
| 1966  | Roc Wilkes         | France | Éboué Wilkes       | G. Male                |                      | Quasipyl           | Royal Boy VT       | 2 800 m  | 1'22"6 |
| 1965  | Pick Wick          | France | Kairos             | Gerhard Krüger         |                      | Nisus B            | Œuf de Pâques II   | 2 800 m  | 1'23"9 |
| 1964  | Oscar RL           | France | Dubonnet           | Henri Levesque         |                      | Ouragan IX         | Nisos H            | 2 800 m  | 1'20"1 |
| 1963  | Nisos H            | France | Tigre Royal        | Roman Krüger           |                      | Limelight II       | Morlant D          | 2 800 m  | 1'21"8 |
| 1962  | Limelight II       | France | Volontaire         | Duneveu                |                      | Mio d'Amour        | Narvick DJ         | 2 800 m  |        |
| 1961  | Masina             | France | Quinio             | François Brohier       |                      | Le Roi d'Atout D   | Kléber des Duriers | 2 800 m  | 1'20"4 |
| 1960  | Honoré II          | France | Just Volo          | Raoul-Charles Simonard |                      | Jocrisse           | Le Merlerault      | 2 800 m  | 1'20"6 |
| 1959  | Jour de Veine      | France | Loudéac            | M. Ransou              |                      | L'Infant Royal     | Kerwilliams II     | 2 800 m  | 1'21"5 |
| 1958  | Jocrisse           | France | Volontaire         | Charley Mills          |                      | Îlot du Marais     | Iris D II          | 2 800 m  | 1'21"3 |
| 1957  | Joncy              | France | Boum III           | R. Gougeon             |                      | Honoré II          | Farceur J          | 2 800 m  | 1'21"3 |